# Salvatore Bonavena
Salvatore Bonavena (Cessaniti, 21 gennaio 1965) è un giocatore di poker italiano.
Lavorava come agente immobiliare quando, nel 2005, si avvicinò per la prima volta al mondo del poker. Iniziò ben presto a giocare nei maggiori tornei italiani e internazionali.
Nel dicembre 2008 vince l'European Poker Tour di Praga diventando il primo italiano (e rimasto l'unico, fino alla vittoria di Antonio Buonanno nel 2014 a Montecarlo) a riuscire nell'impresa che gli frutta il premio di €774.000. Fra il 2009 il 2010 ottiene altri importanti risultati, fra i quali il trionfo all'Italian Poker Tour di Venezia, l'11º posto all'European Poker Tour Gran Final di Montecarlo ed il 4º posto all'evento numero 56 delle WSOP 2010, che portano le sue vincite complessive a circa $1.900.000 facendogli raggiungere il terzo posto della money list italiana dei più ricchi giocatori di poker.
Nel maggio 2013 si laurea Campione Italiano Omaha al Casino de La Vallée di Saint Vincent durante le ISOP - Italian Series of Poker™.
Nel maggio 2014 si laurea Campione Italiano a Saint Vincent vincendo il Main Event delle ISOP - Italian Series of Poker™.